# モンシケ島
モンシケ島（ポルトガル語、Ilhéu de Monchique）は、大西洋上にあるマカロネシアの一部、アゾレス諸島を構成する島の中でも最西端に位置する島である。ポルトガルに属する。

## 地理

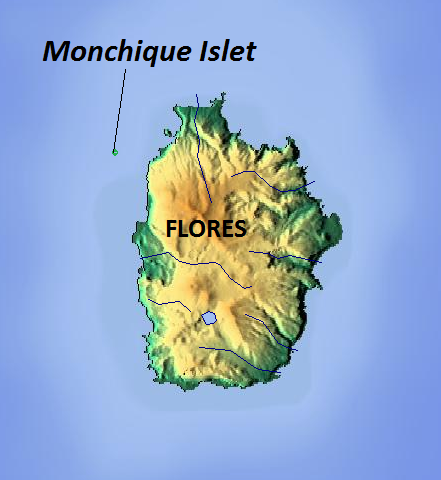
フローレス島とモンシケ島との位置関係。英語で「Monchique Islet」と書かれている場所がモンシケ島の位置。

モンシケ島はポルトガル領であるアゾレス諸島最西端の島であり、ポルトガル最西端地点でもある。アゾレス諸島をヨーロッパに含めた場合、モンシケ島はヨーロッパの最西端地点となる。
アゾレス諸島は大西洋中央海嶺上に存在するホットスポットの1つである、アゾレス・ホットスポットによって形成されたと考えられている。また、この島は主に火山岩の一種である玄武岩でできており、火山活動によって形成されたとされている。恐らく、沿岸部にあった火山が活動を終えた後、海食によって周囲が削られて残った部分が、現在のモンシケ島の姿だと考えられている。島内の最高標高地点は34 mである。

## 交通
モンシケ島はフローレス島からほど近い場所にあり、ボートを使用すれば近づくことが可能である。

## 歴史

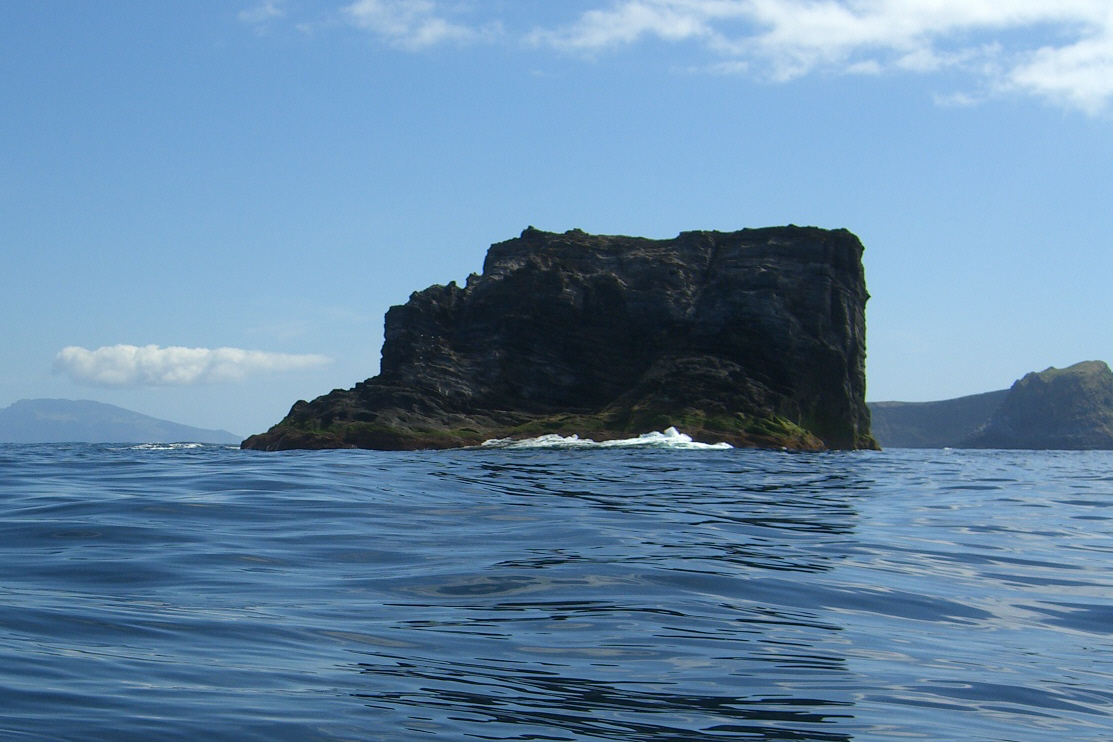
大西洋上から見たモンシケ島。この特徴的な形状が昔は船乗りによって目印として利用された。

モンシケ島は海上から見ても特徴的な形状をしていることから、かつては大西洋を航海する船乗り達が、ヨーロッパとアメリカ大陸との間を航行する際に、この島を目印として利用した。この島の崖は切り立っているので、暴風をやり過ごすために風除けにされることもあった。